# Comuna Pătrăuții de Jos, Storojineț
Pătrăuții de Jos (în ucraineană Нижні Петрівці, transliterat: Nîjni Petrivți; în poloneză Piotrowce Dolne) este o comună în raionul Storojineț, regiunea Cernăuți, Ucraina, formată din satele Arșița și Pătrăuții de Jos (reședința).

## Demografie
Componența lingvistică a comunei Pătrăuții de Jos
     Română (90,22%)
     Polonă (6,04%)
     Ucraineană (2,73%)
     Alte limbi (1,01%)
Conform recensământului din 2001, majoritatea populației comunei Pătrăuții de Jos era vorbitoare de română (90,22%), existând în minoritate și vorbitori de polonă (6,04%) și ucraineană (2,73%).